# Monoclona tapicarei
Monoclona tapicarei är en tvåvingeart som beskrevs av Lane 1952. Monoclona tapicarei ingår i släktet Monoclona och familjen svampmyggor. Inga underarter finns listade i Catalogue of Life.